# Тьоплие Ключи
Тьоплие Ключи (на руски: Тёплые Ключи) е село в Облученски район на Еврейската автономна област в Русия. Влиза в състава на Бираканското градско селище.

## География
Селото се намира на левия бряг на река Биджан, в горното ѝ течение. Разположено е на северните склонове на Помпеевския хребет.
Автомобилната връзка с административния център, селището Биракан, е по горски пътища.
По права линия (на север) разстоянието до Биракан е около 50 км.
В селото има рибовъден завод, работещ от 1933 г.
На 12 километра на югоизток (по течението на река Биджан) се намира село Новий.